# Specie di Mandevilla
Elenco delle specie di Mandevilla.

## A
- Mandevilla abortiva J.F.Morales

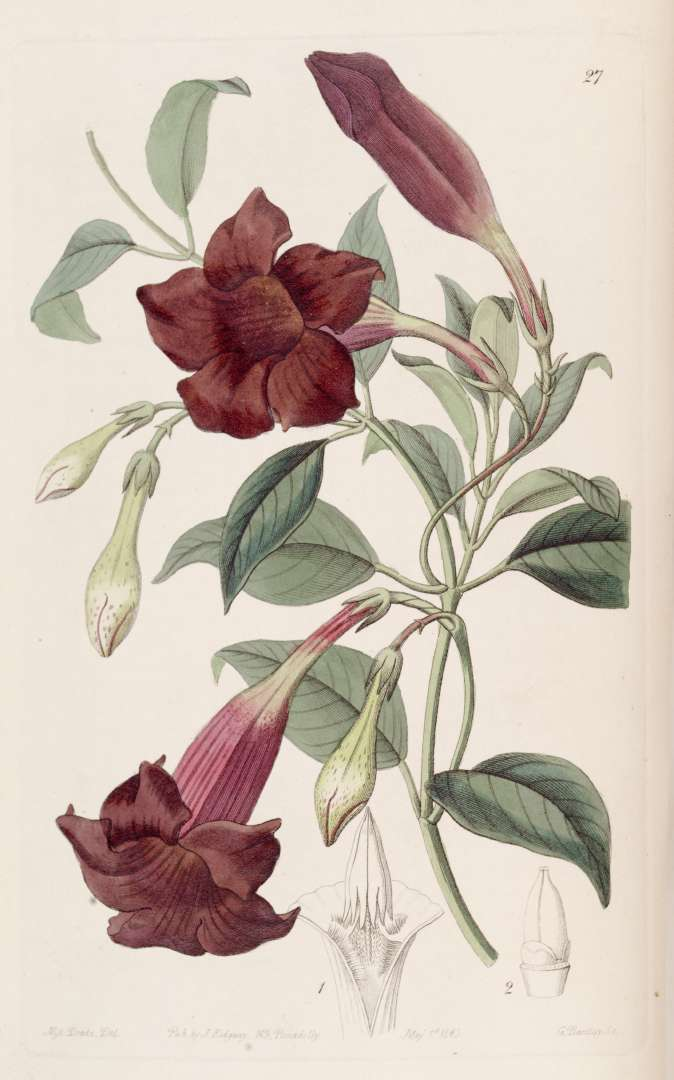
Mandevilla atroviolacea

- Mandevilla acutiloba (A.DC.) Woodson
- Mandevilla aequatorialis J.F.Morales
- Mandevilla albifolia J.F.Morales
- Mandevilla alboviridis (Rusby) Woodson
- Mandevilla alexicaca (Mart. ex Stadelm.) M.F. Sales
- Mandevilla amazonica J.F.Morales
- Mandevilla anceps Woodson
- Mandevilla andina J.F.Morales & A.Fuentes
- Mandevilla angustata (Steyerm.) J.F.Morales
- Mandevilla angustifolia (Malme) Woodson
- Mandevilla annulariifolia Woodson
- Mandevilla antioquiana J.F.Morales
- Mandevilla apocynifolia (A.Gray) Woodson
- Mandevilla aracamunensis Morillo
- Mandevilla arcuata A.H.Gentry
- Mandevilla arenicola J.F.Morales
- Mandevilla aridana J.F.Morales
- Mandevilla assimilis (K.Schum.) J.F.Morales
- Mandevilla athenastigma J.F.Morales & I.L.Morais
- Mandevilla atroviolacea (Stadelm.) Woodson

## B

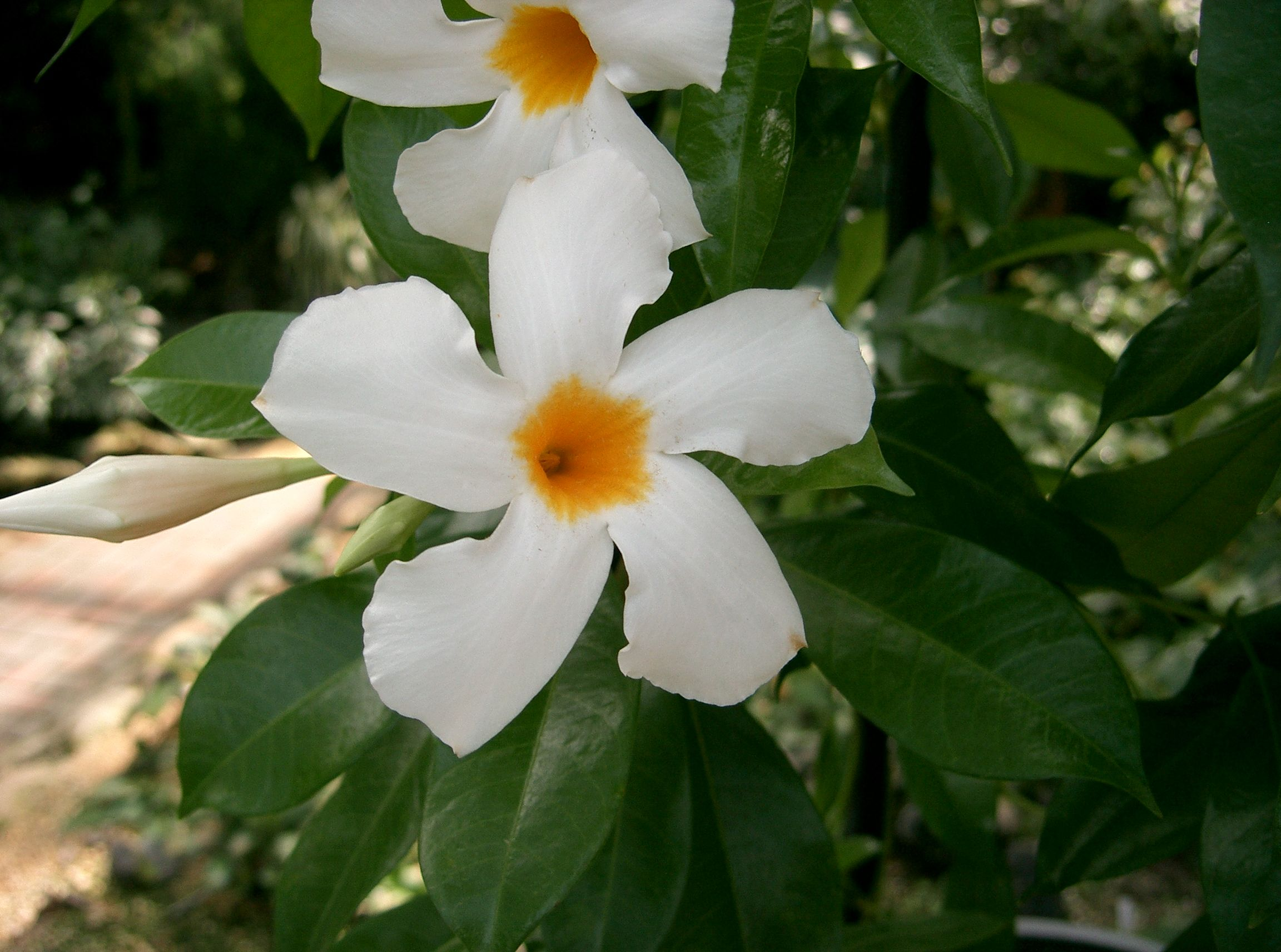
Mandevilla boliviensis

- Mandevilla bahiensis (Woodson) M.F.Sales & Kin.-Gouv.
- Mandevilla benthamii (A.DC.) K.Schum.
- Mandevilla bogotensis (Kunth) Woodson
- Mandevilla boliviensis (Hook.f.) Woodson
- Mandevilla brachyloba (Müll.Arg.) K.Schum.
- Mandevilla brachysiphon (Torr.) Pichon
- Mandevilla bracteata (Kunth) Kuntze
- Mandevilla bullata J.F.Morales & L.Kollmann

## C
- Mandevilla callacatensis Markgr.
- Mandevilla callista Woodson
- Mandevilla caquetana J.F.Morales

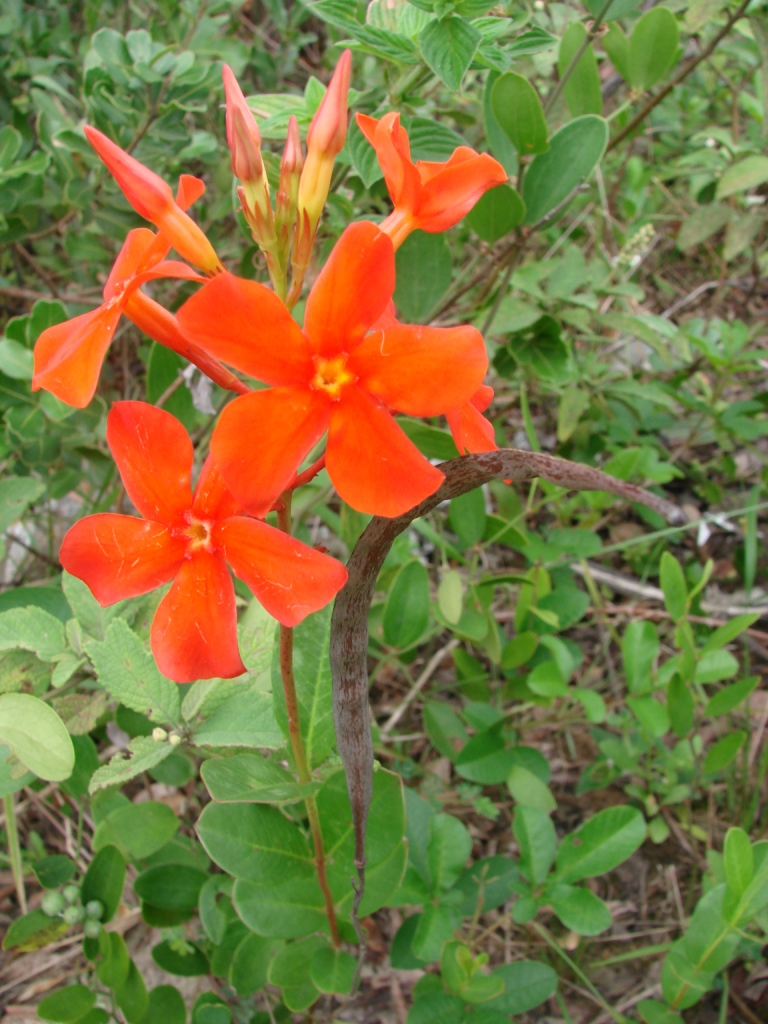
Mandevilla coccinea

- Mandevilla catimbauensis Souza-Silva, Rapini & J.F.Morales
- Mandevilla caurensis Markgr.
- Mandevilla cercophylla Woodson
- Mandevilla cereola Woodson
- Mandevilla clandestina J.F.Morales
- Mandevilla coccinea (Hook. & Arn.) Woodson
- Mandevilla columbiana J.F.Morales
- Mandevilla convolvulacea (A.DC.) Hemsl.
- Mandevilla crassinoda (Gardner) Woodson
- Mandevilla cuneifolia Woodson

## D
- Mandevilla dardanoi M.F.Sales, Kin.-Gouv. & A.O.Simões
- Mandevilla dissimilis Woodson
- Mandevilla duartei Markgr.
- Mandevilla duidae (Woodson) Woodson

## E

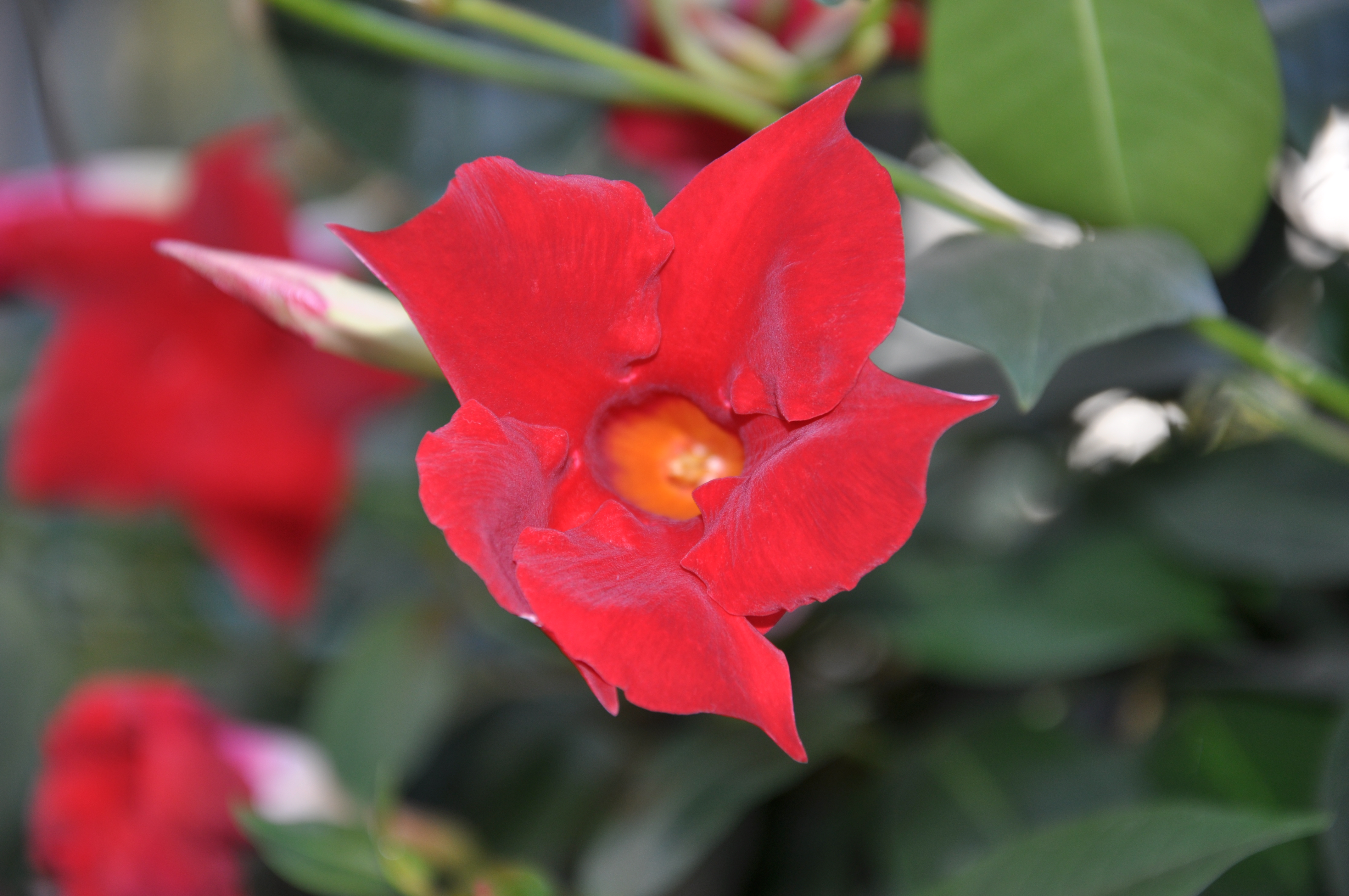
Mandevilla eximia

- Mandevilla emarginata (Vell.) C.Ezcurra
- Mandevilla equatorialis Woodson
- Mandevilla espinosae Woodson
- Mandevilla exilicaulis (Sessé & Moc.) J.K.Williams
- Mandevilla eximia (Hemsl.) Woodson

## F
- Mandevilla filifolia Monach.
- Mandevilla fistulosa M.F.Sales, Kin.-Gouv. & A.O.Simões
- Mandevilla foliosa (Müll.Arg.) Hemsl.
- Mandevilla fragilis Woodson
- Mandevilla fragrans (Stadelm.) Woodson
- Mandevilla frigida J.F.Morales
- Mandevilla funiformis (Vell.) K.Schum.

## G
- Mandevilla glandulosa (Ruiz & Pav.) Woodson
- Mandevilla gracilis (Kunth) J.F.Morales
- Mandevilla grata Woodson
- Mandevilla grazielae M.F.Sales, Kin.-Gouv. & A.O.Simões
- Mandevilla guanabarica Casar. ex M.F.Sales, Kin.-Gouv. & A.O.Simões
- Mandevilla guerrerensis Lozada-Pérez & Diego

## H

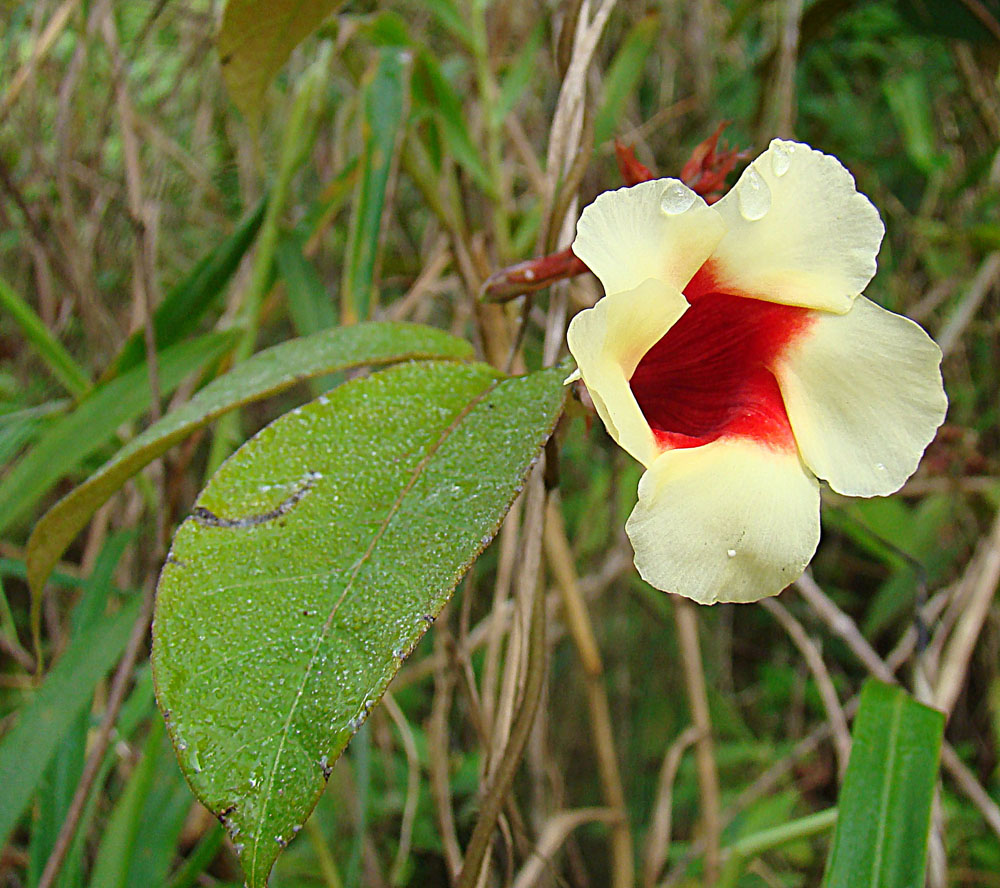
Mandevilla hirsuta

- Mandevilla harleyi M.F.Sales, Kin.-Gouv. & A.O.Simões
- Mandevilla hatschbachii M.F.Sales, Kin.-Gouv. & A.O.Simões
- Mandevilla hesperia (I.M.Johnst.) A.O.Simões, Kin.-Gouv. & M.E.Endress
- Mandevilla hirsuta (Rich.) K.Schum.
- Mandevilla holosericea (Sessé & Moc.) J.K.Williams
- Mandevilla holstii Morillo
- Mandevilla horrida J.F.Morales
- Mandevilla huberi Morillo
- Mandevilla hypoleuca (Benth.) Pichon

## I
- Mandevilla illustris (Vell.) Woodson
- Mandevilla immaculata Woodson
- Mandevilla inexperata J.F.Morales

## J
- Mandevilla jamesonii Woodson
- Mandevilla jasminiflora Woodson

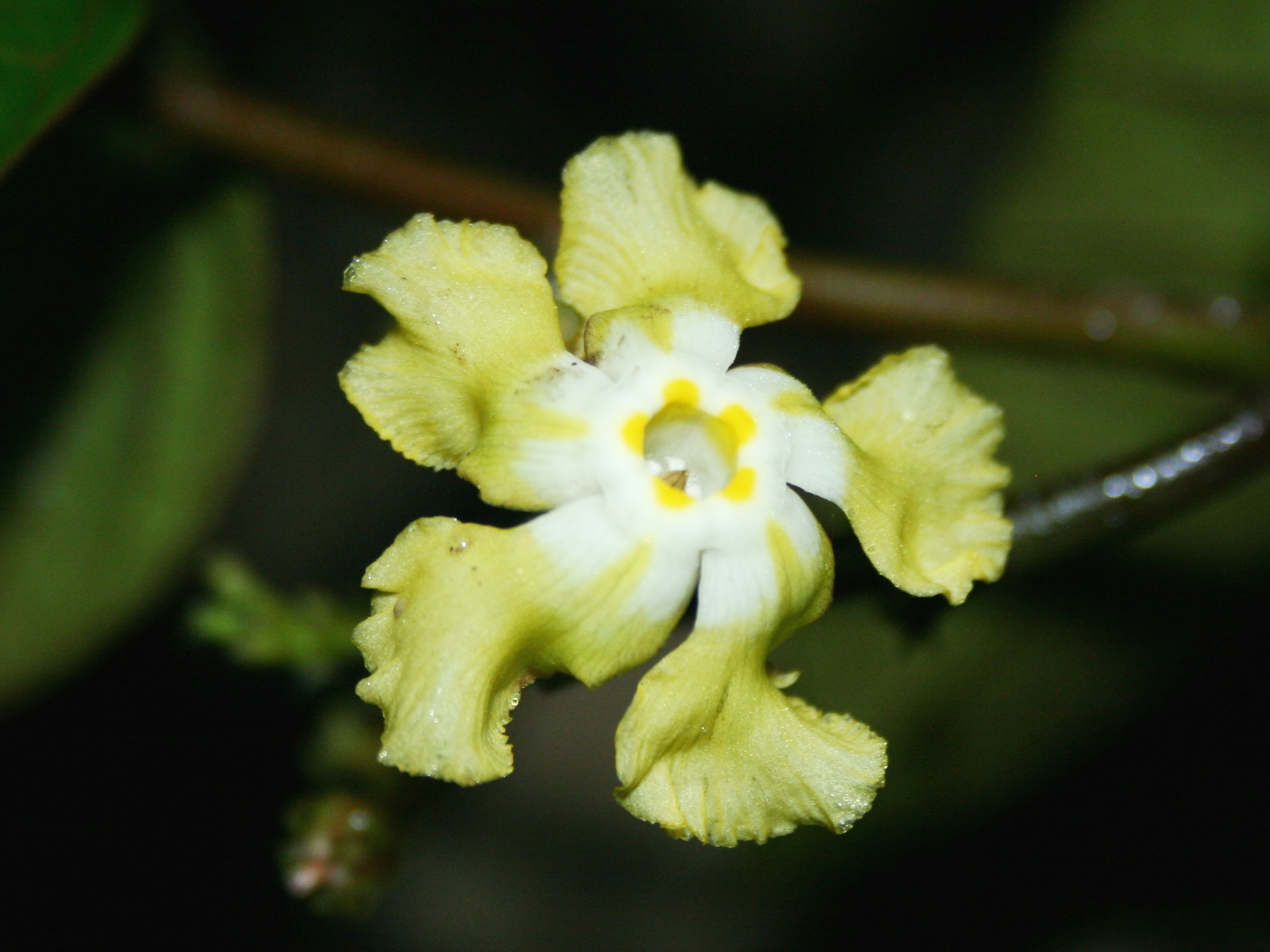
Mandevilla javitensis

- Mandevilla javitensis (Kunth) K.Schum.

## K
- Mandevilla kalmiifolia (Woodson) J.F.Morales
- Mandevilla krukovii Woodson

## L
- Mandevilla lancibracteata Woodson
- Mandevilla lancifolia Woodson

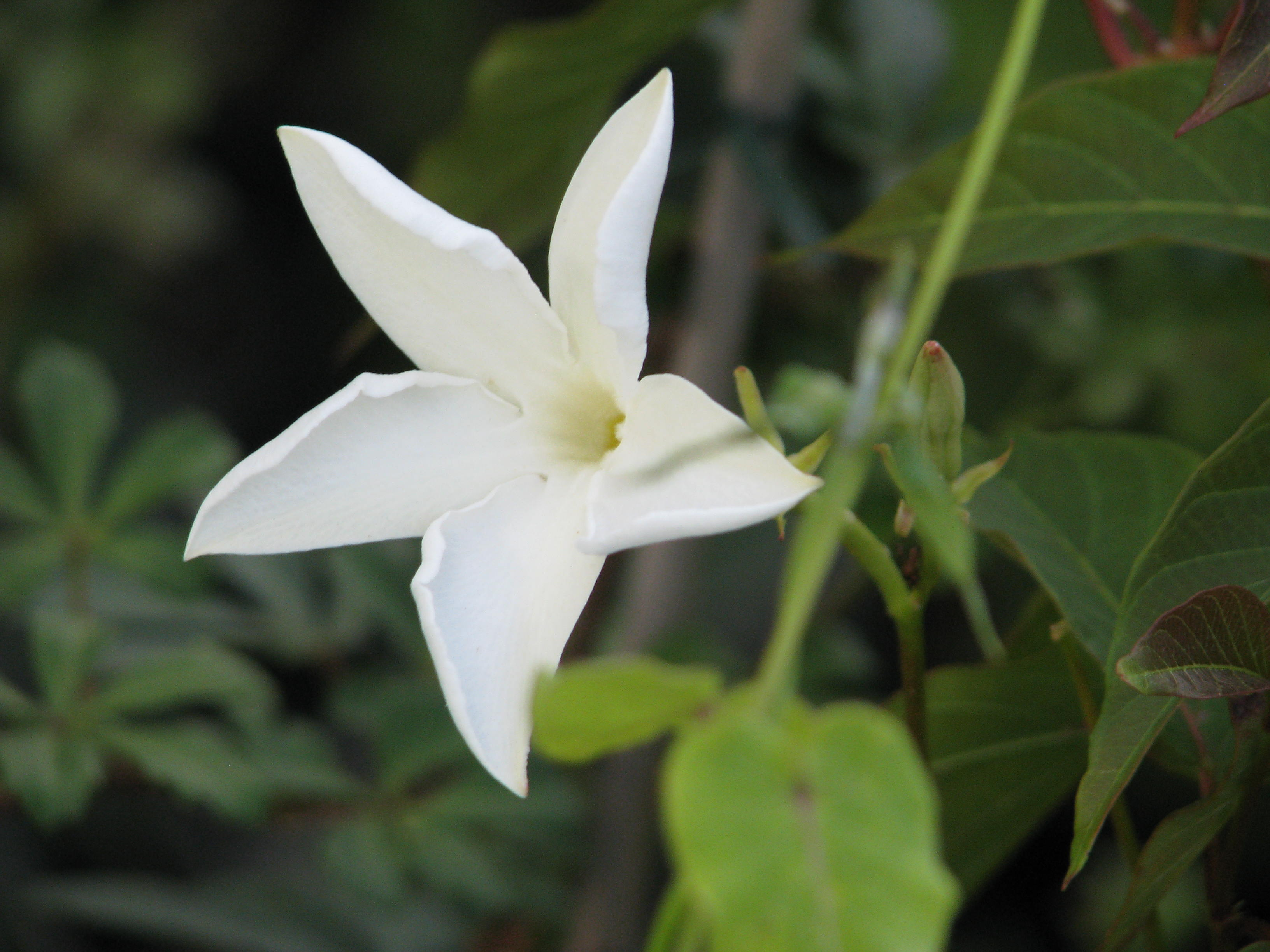
Mandevilla laxa

- Mandevilla lanuginosa (M.Martens & Galeotti) Pichon
- Mandevilla laxa (Ruiz & Pav.) Woodson
- Mandevilla leptophylla (A.DC.) K.Schum.
- Mandevilla ligustriflora Woodson
- Mandevilla lobbii Woodson
- Mandevilla lojana J.F.Morales
- Mandevilla longiflora (Desf.) Pichon
- Mandevilla longipes Woodson
- Mandevilla lucida Woodson
- Mandevilla luetzelburgii (H.Ross & Markgr.) Woodson

## M

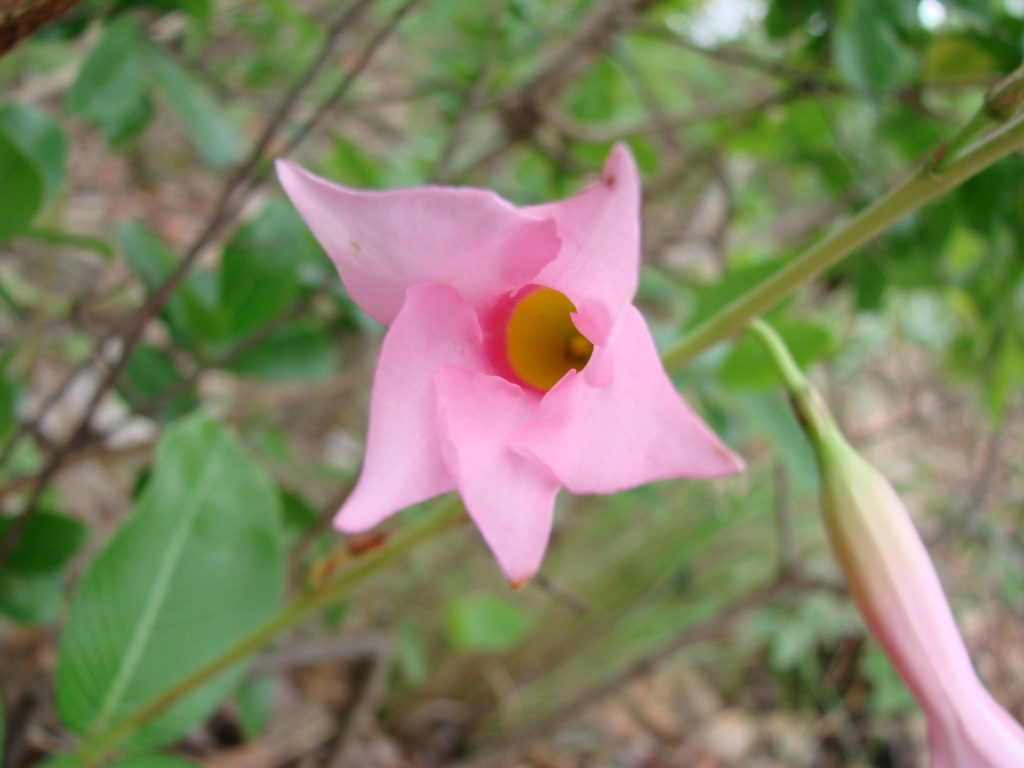
Mandevilla martiana

- Mandevilla macrosiphon (Torr.) Pichon
- Mandevilla manicorensis C.A.Coelho, B.S.Amorim & J.F.Morales
- Mandevilla martiana (Stadelm.) Woodson
- Mandevilla martii (Müll.Arg.) Pichon
- Mandevilla matogrossana J.F.Morales
- Mandevilla megabracteata J.F.Morales
- Mandevilla mexicana (Müll.Arg.) Woodson
- Mandevilla microphylla (Stadelm.) M.F.Sales & Kin.-Gouv.
- Mandevilla mollissima (Kunth) K.Schum.
- Mandevilla montana (Kunth) Markgr.
- Mandevilla moricandiana (A.DC.) Woodson
- Mandevilla moritziana (Müll.Arg.) Donn.Sm.
- Mandevilla muelleri Woodson
- Mandevilla myriophylla (Taub. ex Ule) Woodson

## N

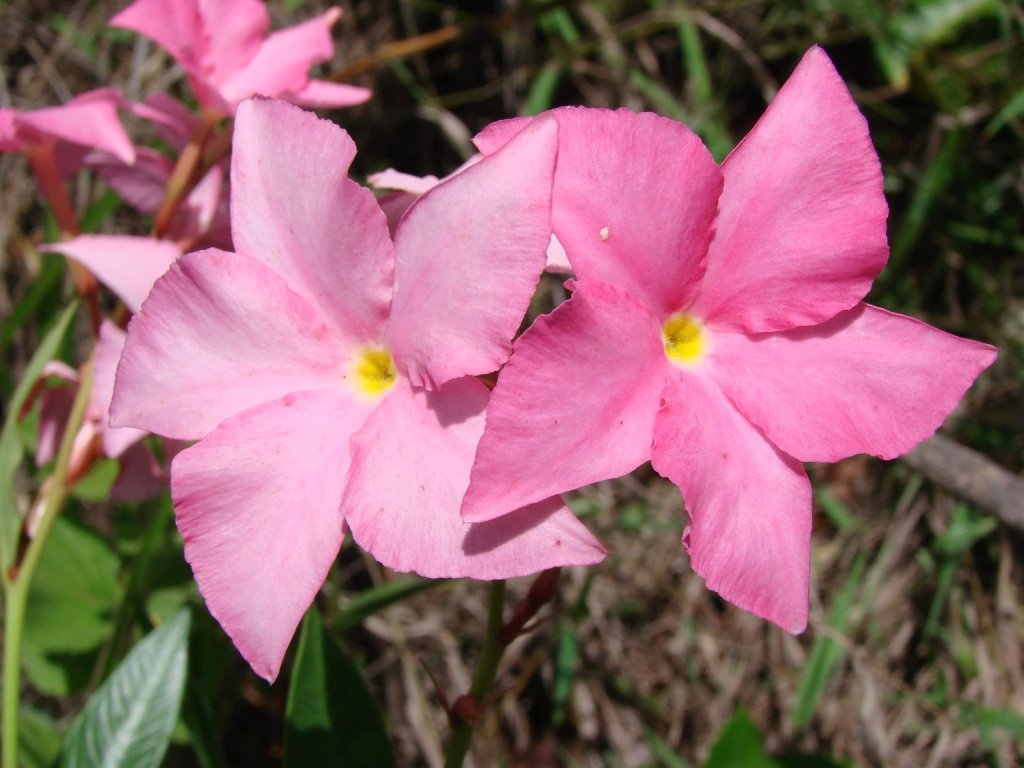
Mandevilla novocapitalis

- Mandevilla nacapulensis (Felger & Henrickson) A.O.Simões, Kin.-Gouv. & M.E.Endress
- Mandevilla nacarema J.F.Morales
- Mandevilla nerioides Woodson
- Mandevilla nevadana J.F.Morales
- Mandevilla novocapitalis Markgr.

## O
- Mandevilla oaxacana (A.DC.) Hemsl.
- Mandevilla oaxacensis (Henrickson) L.O.Alvarado & J.F.Morales
- Mandevilla obtusifolia Monach.

## P
- Mandevilla pachyphylla Woodson
- Mandevilla paisae J.F.Morales
- Mandevilla pavonii (A.DC.) Woodson
- Mandevilla pendula (Ule) Woodson
- Mandevilla pentlandiana (DC.) Woodson
- Mandevilla petraea (A.St.-Hil.) Pichon
- Mandevilla platydactyla Woodson
- Mandevilla pohliana (Stadelm.) A.H.Gentry
- Mandevilla polyantha K.Schum. ex Woodson

- Mandevilla pristina J.F.Morales

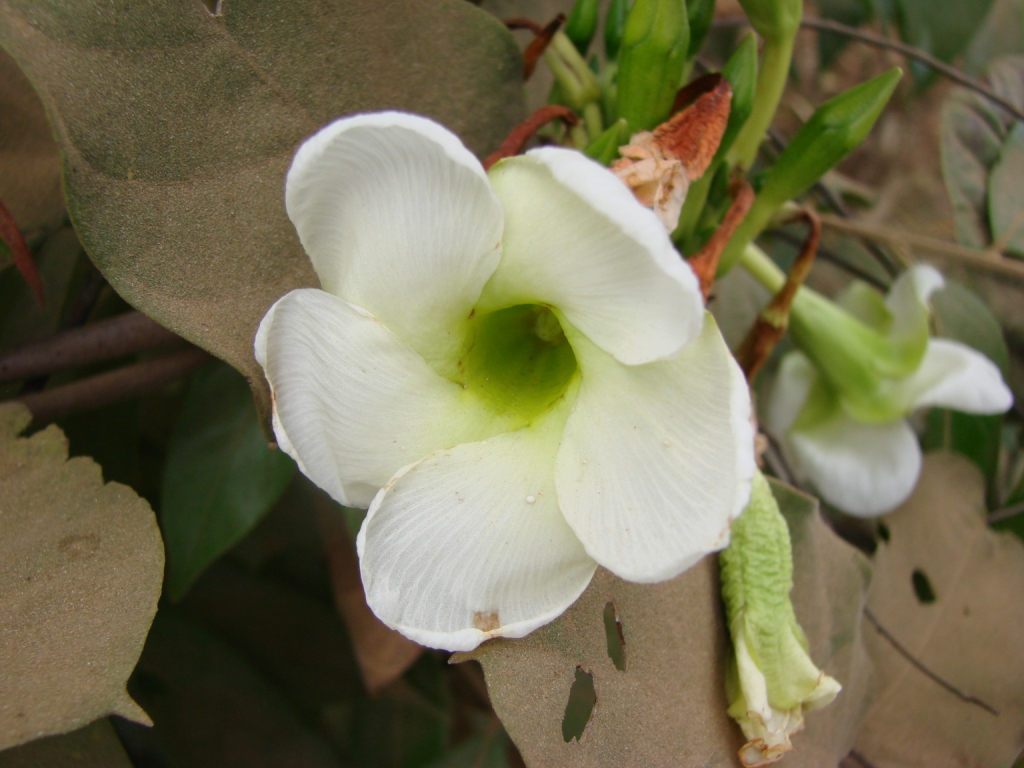
Mandevilla rugellosa

- Mandevilla pubescens (Willd. ex Roem. & Schult.) J.F.Morales
- Mandevilla puyumato J.F.Morales
- Mandevilla pycnantha (Steud.) Woodson

## R
- Mandevilla riparia (Kunth) Woodson
- Mandevilla rubra Markgr. ex M.F.Sales, Kin.-Gouv. & A.O.Simões
- Mandevilla rugellosa (Rich.) L.Allorge

## S
- Mandevilla sagittarii Woodson

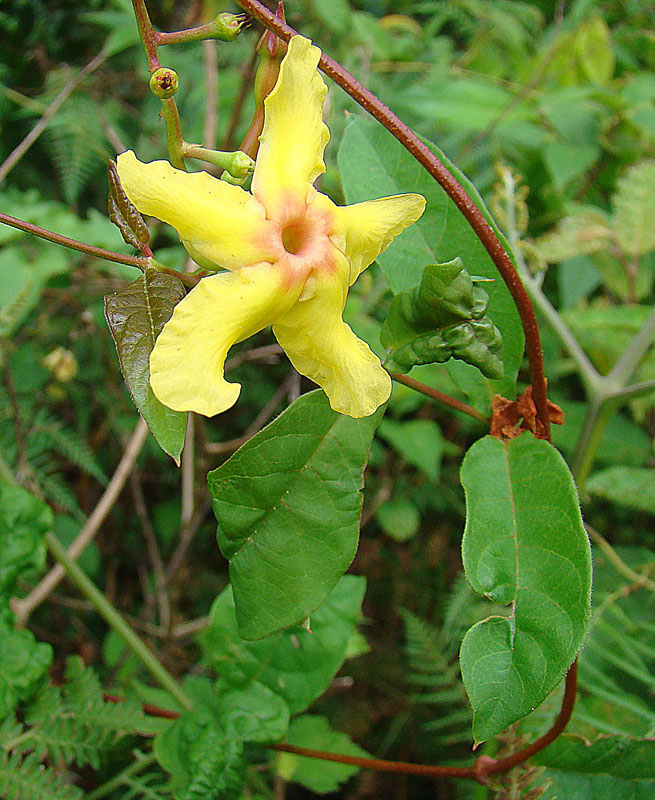
Mandevilla subsagittata

- Mandevilla sancta (Stadelm.) Woodson
- Mandevilla sancta-martae J.F.Morales
- Mandevilla sandemanii Woodson
- Mandevilla sanderi (Hemsl.) Woodson
- Mandevilla sandwithii Woodson
- Mandevilla scaberula N.E.Br.
- Mandevilla scabra (Hoffmanns. ex Roem. & Schult.) K.Schum.
- Mandevilla schlimii (Müll.Arg.) Woodson
- Mandevilla scutifolia Woodson
- Mandevilla sellowii (Müll.Arg.) Woodson
- Mandevilla semirii M.F.Sales, Kin.-Gouv. & A.O.Simões
- Mandevilla sherlockii L.O.Alvarado & Lozada-Pérez
- Mandevilla similaris J.F.Morales
- Mandevilla speciosa (Kunth) J.F.Morales
- Mandevilla spigeliiflora (Stadelm.) Woodson
- Mandevilla splendens (Hook.f.) Woodson
- Mandevilla steyermarkii Woodson
- Mandevilla subcarnosa (Benth.) Woodson
- Mandevilla subcordata Rusby
- Mandevilla subsagittata (Ruiz & Pav.) Woodson
- Mandevilla subsessilis (A.DC.) Woodson
- Mandevilla subumbelliflora J.F.Morales
- Mandevilla surinamensis (Pulle) Woodson
- Mandevilla symphytocarpa (G.Mey.) Woodson

## T

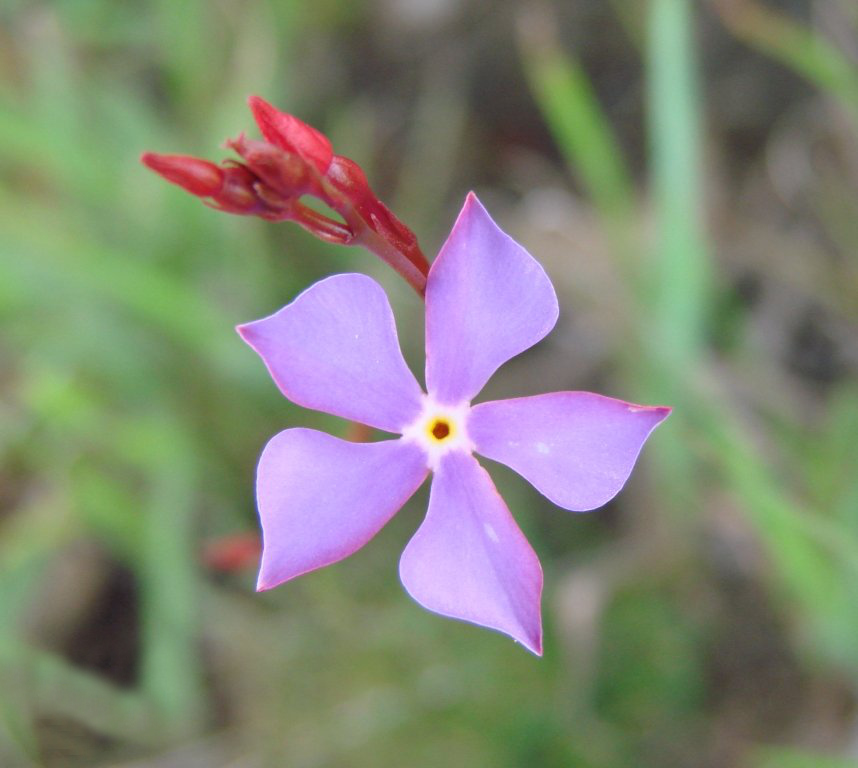
Mandevilla tenuifolia

- Mandevilla tenuifolia (J.C.Mikan) Woodson
- Mandevilla thevetioides Woodson
- Mandevilla torosa (Jacq.) Woodson
- Mandevilla trianae Woodson
- Mandevilla tricolor Woodson
- Mandevilla tristis J.F.Morales
- Mandevilla tubiflora (M.Martens & Galeotti) Woodson
- Mandevilla turgida Woodson

## U
- Mandevilla ulei K.Schum. ex Markgr.
- Mandevilla undulata (C.Ezcurra) A.O.Simões, Kin.-Gouv. & M.E.Endress
- Mandevilla urceolata Markgr.
- Mandevilla urophylla (Hook.) Woodson

## V

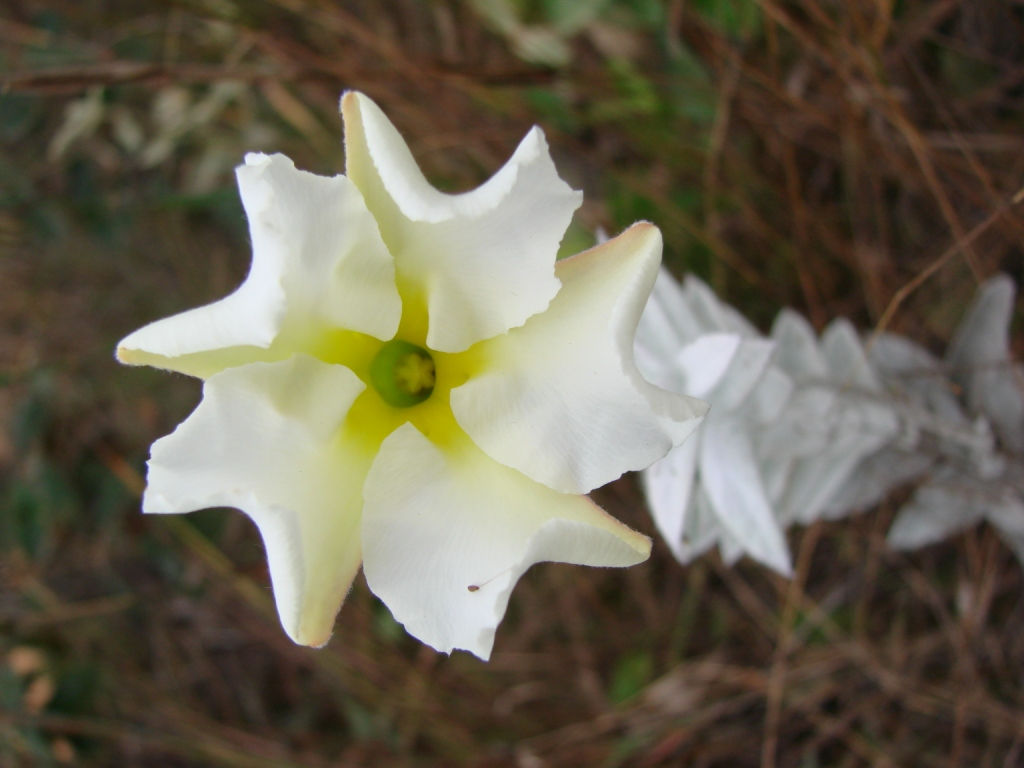
Mandevilla velame

- Mandevilla vanheurckii (Müll.Arg.) Benth. ex B.D.Jacks.
- Mandevilla vasquezii J.F.Morales
- Mandevilla velame (A.St.-Hil.) Pichon
- Mandevilla venulosa (Müll.Arg.) Woodson
- Mandevilla veraguasensis (Seem.) Hemsl.
- Mandevilla versicolor Woodson
- Mandevilla villosa (Miers) Woodson
- Mandevilla virescens (A.St.-Hil.) Pichon

## W
- Mandevilla widgrenii C.Ezcurra

## X
- Mandevilla xerophytica J.F.Morales